# Liste der Biografien/Lil
Liste der Biografien |
Portal Biografien |
Personensuche
# |
A |
B |
C |
D |
E |
F |
G |
H |
I |
J |
K |
L |
M |
N |
O |
P |
Q |
R |
S |
T |
U |
V |
W |
X |
Y |
Z |
?
 
La |
Lb |
Lc |
Le |
Lg |
Lh |
Li |
Lj |
Ll |
Lm |
Lo |
Lp |
Lt |
Lu |
Lv |
Lw |
Lx |
Ly |
Lz
 
Lia |
Lib |
Lic |
Lid |
Lie |
Lif |
Lig |
Lih |
Lii |
Lij |
Lik |
Lil |
Lim |
Lin |
Lio |
Lip |
Liq |
Lir |
Lis |
Lit |
Liu |
Liv |
Liw |
Lix |
Liy |
Liz
Die Liste der Biografien führt alle Personen auf, die in der deutschsprachigen Wikipedia einen Artikel haben. Dieses ist eine Teilliste mit 331 Einträgen von Personen, deren Namen mit den Buchstaben „Lil“ beginnt.

## Lil
- Lil B (* 1989), US-amerikanischer Rapper
- Lil Baby (* 1994), US-amerikanischer Rapper
- Lil’ Cease (* 1976), US-amerikanischer Rapper
- Lil’ Chris (1990–2015), britischer Sänger und Schauspieler
- Lil’ Dap, US-amerikanischer Rapper und Produzent
- Lil Dicky (* 1988), US-amerikanischer Rapper, Komiker und Schauspieler
- Lil Durk (* 1992), US-amerikanischer Rapper
- Lil’ Flip (* 1981), US-amerikanischer Rapper
- Lil Huddy (* 2002), amerikanische Social-Media-Persönlichkeit, Sänger und Schauspieler
- Lil’ JJ (* 1990), US-amerikanischer Stand-up-Comedian und Schauspieler
- Lil’ Keke (* 1976), US-amerikanischer Rapper
- Lil’ Kim, US-amerikanische Rapperin, Sängerin und SchauspielerinLil’ Kim

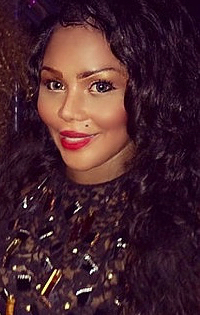
Lil’ Kim

- Lil Kleine (* 1994), niederländischer Rapper
- Lil Lano, deutscher Video-Blogger und Rapper
- Lil Loaded (2000–2021), US-amerikanischer Rapper
- Lil’ Louis, US-amerikanischer DJ und Musikproduzent
- Lil’ Mama (* 1989), US-amerikanische Rapperin
- Lil’ Mo (* 1978), US-amerikanische Contemporary-R&B-Sängerin
- Lil Mosey (* 2002), US-amerikanischer Rapper und Songwriter
- Lil Nas X (* 1999), US-amerikanischer Rapper und Sänger
- Lil Peep (1996–2017), US-amerikanischer Rapper und YouTube-PersönlichkeitLil Peep (1996–2017)

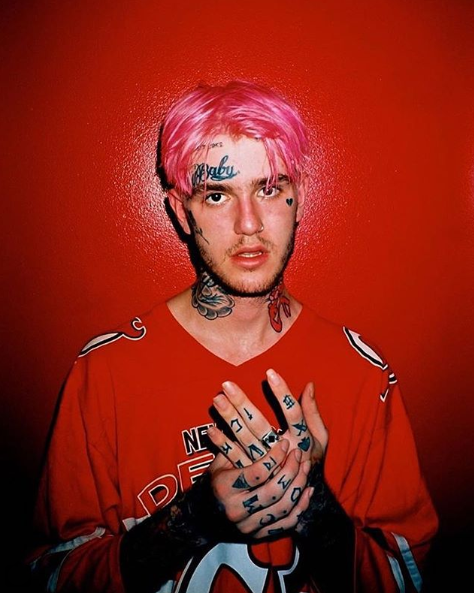
Lil Peep (1996–2017)

- Lil Pump (* 2000), US-amerikanischer Rapper
- Lil Reese (* 1993), US-amerikanischer Rapper
- Lil Scrappy (* 1984), US-amerikanischer Rapper
- Lil Skies (* 1998), US-amerikanischer Rapper
- Lil Tecca (* 2002), US-amerikanischer Rapper und Sänger
- Lil Tjay (* 2001), US-amerikanischer Rapper
- Lil Tracy (* 1995), US-amerikanischer Rapper, Sänger und Songwriter
- Lil Uzi Vert (* 1995), US-amerikanischer Rapper/in
- Lil Wayne (* 1982), US-amerikanischer Rapper
- Lil Xan (* 1996), US-amerikanischer Rapper und Songwriter mit mexikanischem Hintergrund
- Lil Yachty (* 1997), US-amerikanischer RapperLil Yachty (* 1997)

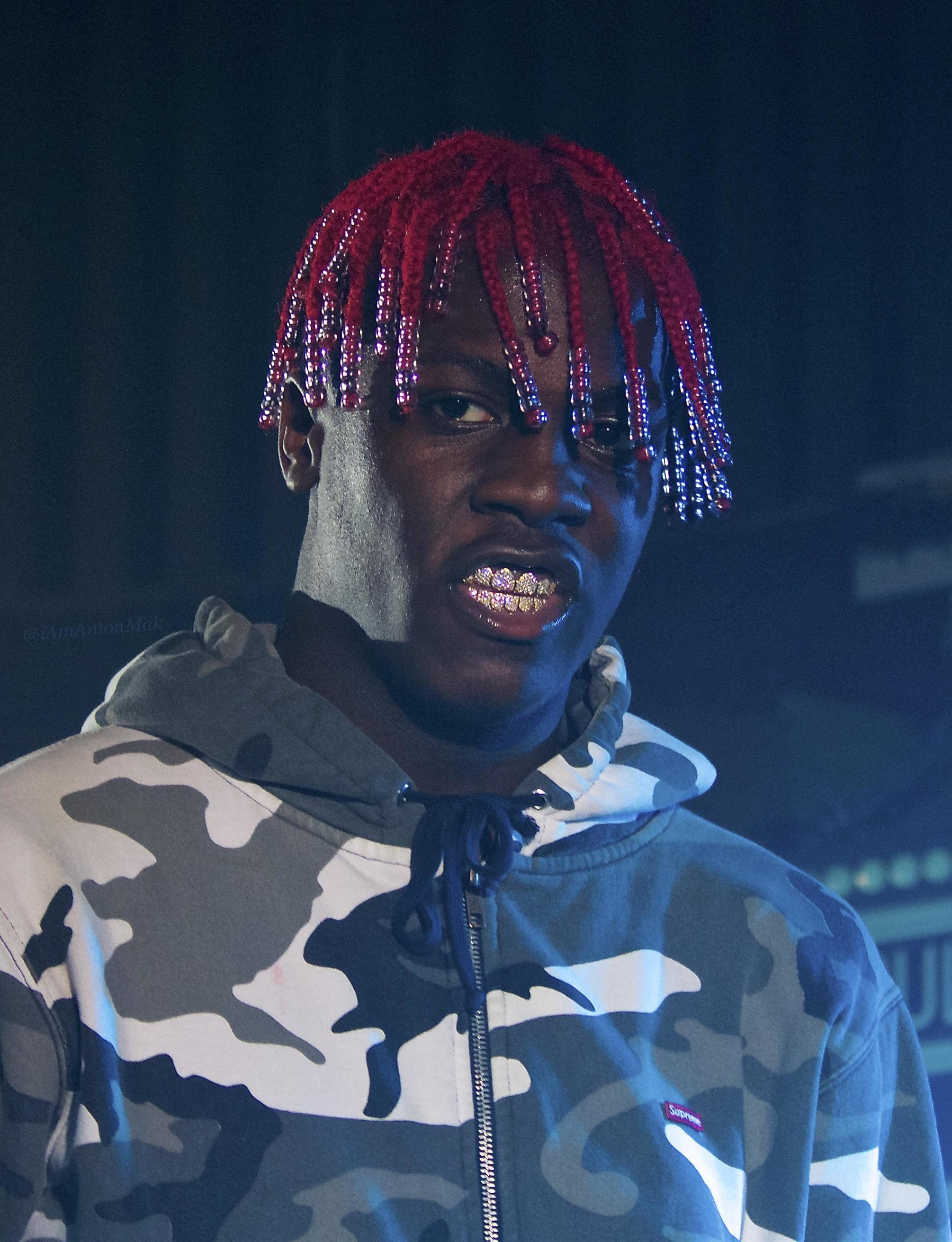
Lil Yachty (* 1997)

- Lil Zey (* 1994), türkische Rapperin, Songwriterin und DJ

### Lila
- Lila, Andi (* 1986), albanischer Fußballspieler
- Lila, Elsa (* 1981), albanisch-italienische Sängerin
- Lilaj, Sabien (* 1989), albanischer Fußballspieler
- Lilander, Michael (* 1997), estnischer Fußballspieler
- Lilanga, George (1934–2005), afrikanischer Künstler
- Lilar, Albert (1900–1976), belgischer Politiker
- Lilar, Suzanne (1901–1992), belgische Schriftstellerin
- Lilas, Žilvinas, litauischer Künstler, Professor für experimentelle 3D-Kunst

### Lilb
- Lilburn, Douglas (1915–2001), neuseeländischer Komponist
- Lilburn, Ian (1927–2013), schottischer Genealoge und Historiker
- Lilburne, John († 1657), Wortführer der radikaldemokratischen „Levellers“
- Lilburne, Robert (1613–1665), Anführer der Levellers, Politiker

### Lile
- Liles, Andrew, britischer Musiker und bildender Künstler
- Liles, Frankie (* 1965), US-amerikanischer Boxer
- Liles, John-Michael (* 1980), US-amerikanischer Eishockeyspieler
- Liles, Junius T. (1876–1947), US-amerikanischer Politiker
- Lilesa, Feyisa (* 1990), äthiopischer Marathonläufer
- Liley, William (1929–1983), neuseeländischer Gynäkologe und Geburtshelfer

### Lilg
- Lilge, Marlies (1945–1983), deutsche Malerin und Grafikerin
- Lilge-Leutner, Carina (1960–2017), österreichische Langstreckenläuferin
- Lilgenau, Cyprian Jonas von, deutscher Hofmann und Verwaltungsbeamter

### Lilh
- Lilholt, Lars (* 1953), dänischer Folkrockmusiker
- Lilholt, Søren (* 1965), dänischer Radrennfahrer

### Lili
- Lilia Ritter von Westegg, Karl († 1881), k. k. Feldmarschallleutnant und wirklich geheimer Rat
- Liliac, Gheorghe (* 1959), rumänischer Fußballspieler
- Lilian von Schweden (1915–2013), schwedische PrinzessinLilian von Schweden (1915–2013)

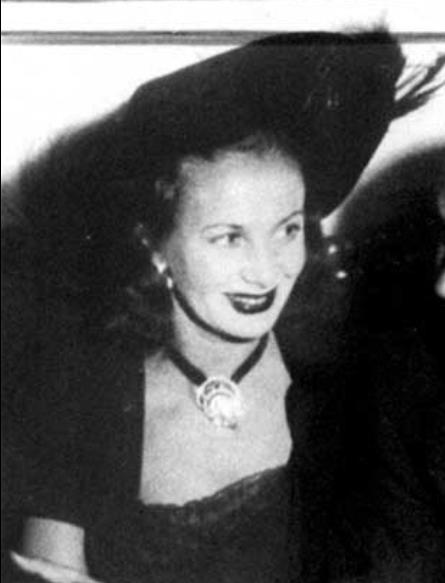
Lilian von Schweden (1915–2013)

- Liliana, Lili (1913–1989), polnische Schauspielerin jüdischer Herkunft
- Lilibert (1923–2024), luxemburgisch-deutsche Schlagertexterin
- Lilibet of Sussex (* 2021), britische Adlige, Tochter von Prinz Harry, Duke of Sussex
- Lilić, Zoran (* 1953), serbischer Politiker, Präsident der BR Jugoslawien (1993–1997)
- Lilie, Georg (1873–1935), deutscher Landschaftsmaler und Architekturzeichner, zudem Zeichenlehrer und Heimatkundler
- Lilie, Hans (* 1949), deutscher Rechtswissenschaftler
- Lilie, Helmut (1923–2025), deutscher Chemiker, Hochschullehrer und Politiker (SED)
- Lilie, Hermann († 1516), deutscher Bürgermeister
- Lilie, Moritz (1835–1904), deutscher Schriftsteller, Chronist und Journalist
- Lilie, Ralph-Johannes (* 1947), deutscher Byzantinist
- Lilie, Rudolf (1904–1976), deutscher Ortsgruppenleiter der NSDAP
- Lilie, Ulrich (* 1957), deutscher evangelischer Theologe, Diakoniepräsident
- Lilie, Walter (1876–1924), deutscher Kunstmaler
- Lilien, Alexander Ferdinand von (1742–1818), Generalintendant der Reichs- und Niederländischen Posten
- Lilien, Ephraim Moses (1874–1925), österreichisch-deutscher Jugendstilkünstler, ZionistEphraim Moses Lilien (1874–1925)

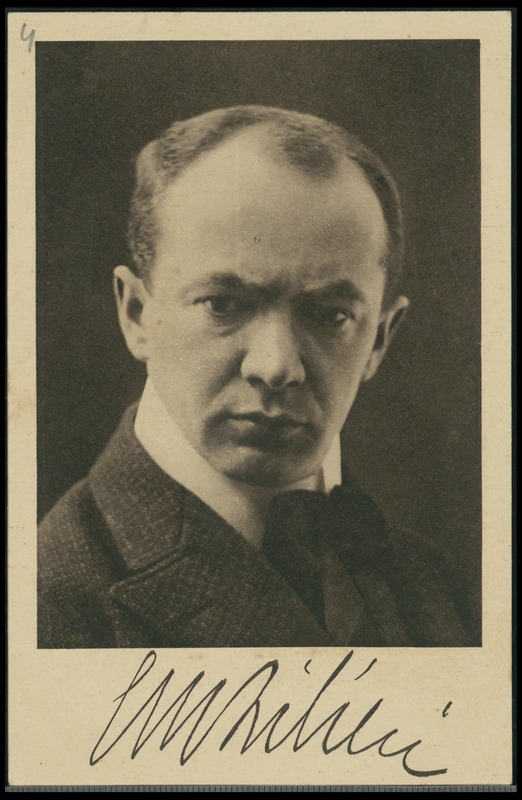
Ephraim Moses Lilien (1874–1925)

- Lilien, Felix von (1804–1886), Beamter und Politiker in Preußen
- Lilien, Franz Michael Florenz von (1696–1776), Thurn und Taxis Hofmarschall und Werler Erbsälzer
- Lilien, Georg (1597–1666), deutscher lutherischer Theologe
- Lilien, Georg von (1652–1726), preußischer Generalleutnant, Gouverneur von Geldern
- Lilien, Joseph Karl von (1743–1810), kaiserlicher General der Kavallerie sowie k.k. Kämmerer und Geheimer Rat
- Lilien, Kurt (1882–1943), deutscher Schauspieler
- Lilien-Borg, Clemens von (1776–1852), deutscher Gutsbesitzer und Politiker
- Lilienau, Johann Limbeck von (1767–1842), österreichischer Politiker
- Lilienbach, Juhan (1870–1928), estnischer Dichter und Verleger
- Lilienberg, Mats (* 1969), schwedischer Fußballspieler
- Lilienblum, Moshe Leib (1843–1910), hebräischer Schriftsteller, Mitgründer der Chowewe Zion
- Lilienborn, Gloria (1909–1998), deutsche Musikerin
- Liliencron, Adda von (1844–1913), deutsche Schriftstellerin
- Liliencron, Andreas Pauli von (1630–1700), deutsch-dänischer Geheimrat, Träger des Dannebrogordens und Landrat der Herrschaft Pinneberg
- Liliencron, Detlev von (1844–1909), deutscher SchriftstellerDetlev von Liliencron (1844–1909)

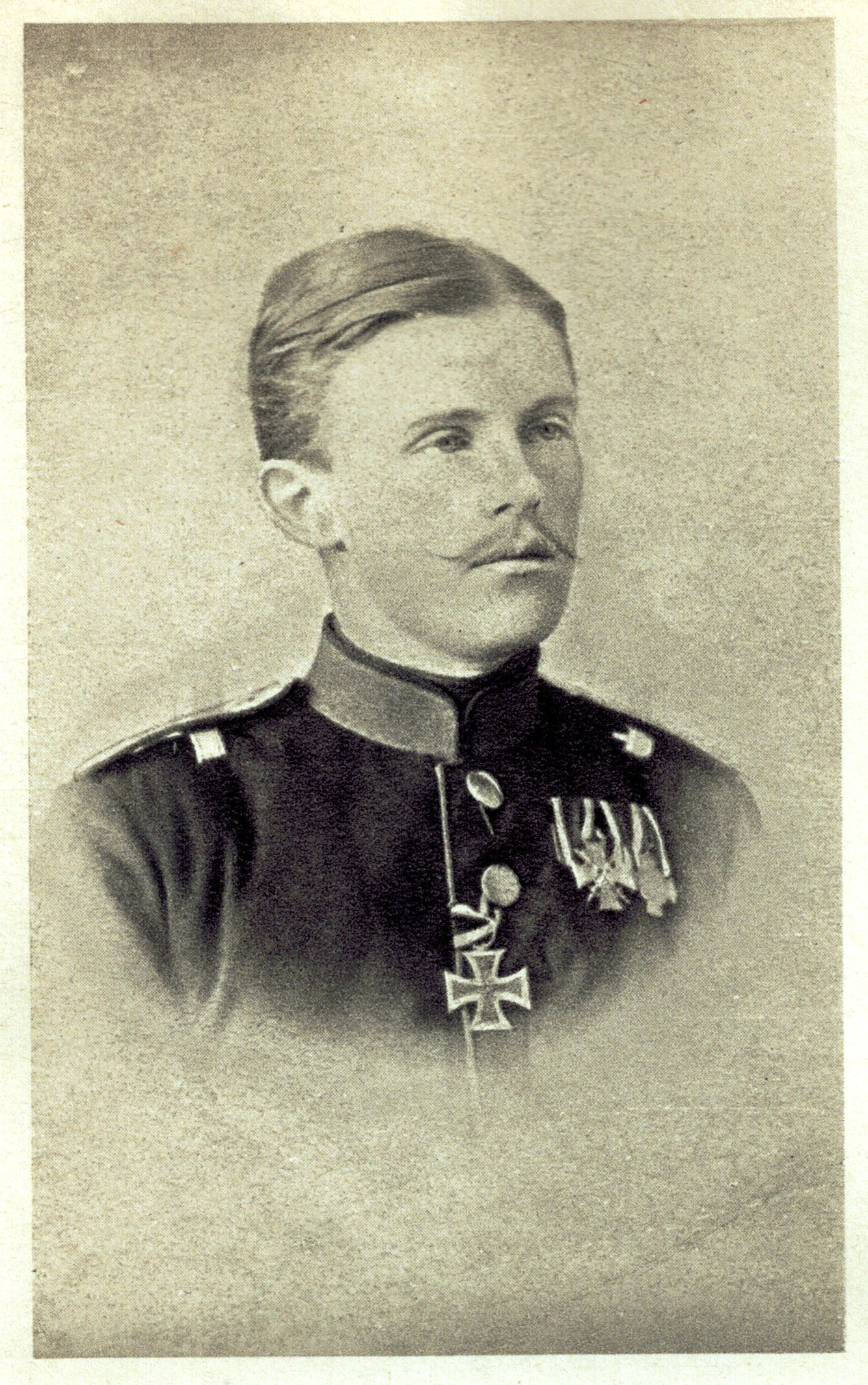
Detlev von Liliencron (1844–1909)

- Liliencron, Friedrich Nicolaus von (1806–1893), Flensburger Oberpräsident und Abgeordneter
- Liliencron, Rochus von (1820–1912), deutscher Germanist und Historiker
- Lilienfein, Franziska (* 1968), deutsche Triathletin
- Lilienfein, Heinrich (1879–1952), deutscher Autor und Generalsekretär der Deutschen Schillerstiftung (1920–1952)
- Lilienfeld, David (1991–2012), südafrikanischer Surfer und Bodyboarder
- Lilienfeld, Egmond von (1845–1895), russischer Generalmajor
- Lilienfeld, Fairy von (1917–2009), deutsche evangelische Theologin
- Lilienfeld, Georg Reinhold von (1828–1881), deutsch-baltischer Rittergutsbesitzer, livländischer Landrat und Landmarschall
- Lilienfeld, Georg von (1912–1989), deutscher Diplomat
- Lilienfeld, Georg Woldemar von (1772–1835), deutsch-baltischer Rittergutsbesitzer, Ritterschaftshauptmann
- Lilienfeld, Jakob Heinrich von (1716–1785), baltischer Adelsmann und Schriftsteller
- Lilienfeld, Jean-Paul (* 1962), französischer Schauspieler, Drehbuchautor und Regisseur
- Lilienfeld, Julius Edgar (1882–1963), österreichisch-ungarischer PhysikerJulius Edgar Lilienfeld (1882–1963)

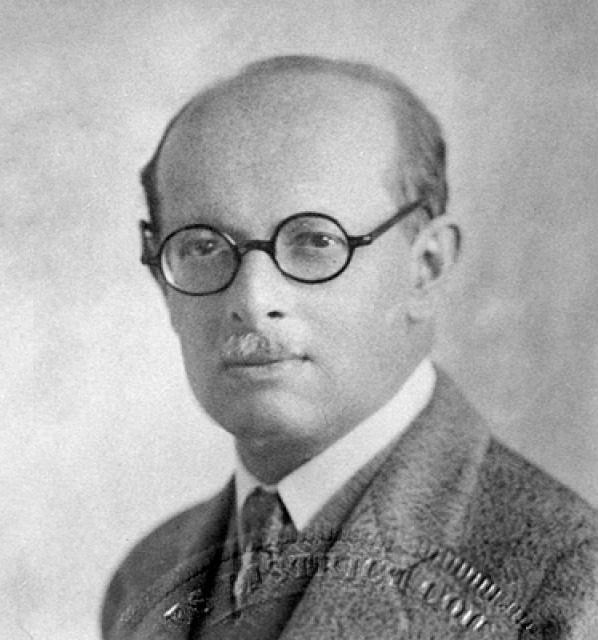
Julius Edgar Lilienfeld (1882–1963)

- Lilienfeld, Karl (1885–1966), deutscher Kunsthistoriker und -händler
- Lilienfeld, Karl Gustav von (1711–1759), baltischer Adelsmann
- Lilienfeld, Karl Reinhold von (1790–1875), baltischer Adelsmann und livländischer Landmarschall
- Lilienfeld, Nikolaus, Ingenieur und Uhrmacher
- Lilienfeld, Otto Friedrich von (1827–1891), russischer Generalmajor, Waffenfabrikant
- Lilienfeld, Otto von (1805–1896), deutsch-baltischer Rittergutsbesitzer, Jurist und Präsident des estländischen evangelisch-lutherischen Konsistoriums
- Lilienfeld, Paul von (1829–1903), russischer Soziologe und Staatsmann
- Lilienfeld, Rosy (1896–1942), expressionistische Künstlerin
- Lilienfeld, Tatjana, deutsche Richterin eines Sozialgerichts und Verfassungsrichterin
- Lilienfelds, Ģirts (* 1982), lettischer Handballspieler
- Lilienstein, Lois (1934–2015), US-amerikanisch-kanadische Schauspielerin, Sängerin und Pianistin
- Lilienstern, Genoël von (* 1979), deutscher Komponist
- Lilienthal, Andor (1911–2010), ungarischer Schachspieler
- Lilienthal, Arthur (1899–1942), deutscher Jurist
- Lilienthal, David E. (1899–1981), US-amerikanischer Jurist und hochrangiger Beamter
- Lilienthal, Diedrich (1921–1944), deutscher Feldwebel der Wehrmacht
- Lilienthal, Eberhard (1923–2013), deutscher Architekt, Stadtplaner und kommunaler Baubeamter
- Lilienthal, Franz von (1881–1932), deutscher Jurist und Staatsbeamter
- Lilienthal, Georg (* 1948), deutscher Historiker
- Lilienthal, Gustav (1849–1933), deutscher Baumeister und Sozialreformer
- Lilienthal, Heinz (1927–2006), deutscher Glasmaler und Designer
- Lilienthal, Hugo von (1816–1890), preußischer Generalmajor
- Lilienthal, Jacob Aloys (1802–1875), deutscher Gymnasiallehrer und ostpreußischer Regionalhistoriker
- Lilienthal, Karl (1858–1935), deutscher Reichsgerichtsrat
- Lilienthal, Karl von (1853–1927), deutscher Rechtswissenschaftler und Hochschullehrer
- Lilienthal, Ludwig von (1828–1893), deutscher Kaufmann und Kunstmäzen
- Lilienthal, Matthias (* 1959), deutscher Dramaturg und Intendant
- Lilienthal, Max (1815–1882), deutscher Pädagoge und Rabbiner des Reformjudentums
- Lilienthal, Michael (1686–1750), deutscher lutherischer Theologe und Historiker
- Lilienthal, Otto (1848–1896), deutscher LuftfahrtpionierOtto Lilienthal (1848–1896)

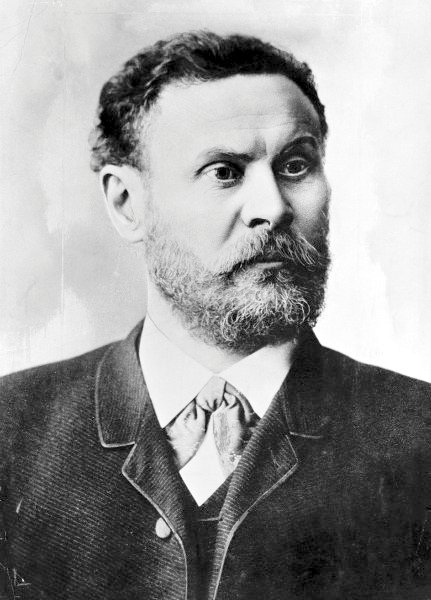
Otto Lilienthal (1848–1896)

- Lilienthal, Peer (* 1979), deutscher Politiker (AfD), MdL
- Lilienthal, Peter (1927–2023), deutscher Drehbuchautor, Regisseur
- Lilienthal, Reinhold von (1857–1935), deutscher Mathematiker
- Lilienthal, Theodor Christoph (1717–1781), deutscher lutherischer Theologe
- Lilienthal, Volker (* 1959), deutscher Journalist und Hochschullehrer
- Lilienthal, Waldemar von (1856–1892), deutscher Landrat
- Liliew, Nikolai (1885–1960), bulgarischer Schriftsteller, Vertreter des Symbolismus
- Lilik, Elena (* 1998), deutsche Kanutin
- Lilin, Nicolai (* 1980), russischer Schriftsteller
- Lilina, Marija Petrowna (1866–1943), russische Theaterschauspielerin
- Lilipaly, Stefano (* 1990), indonesischer Fußballspieler
- Lilitschenko, Witali (* 1976), kasachischer Skilangläufer und Ski-Orientierungsläufer
- Liliʻuokalani (1838–1917), hawaiische KöniginLiliʻuokalani (1838–1917)

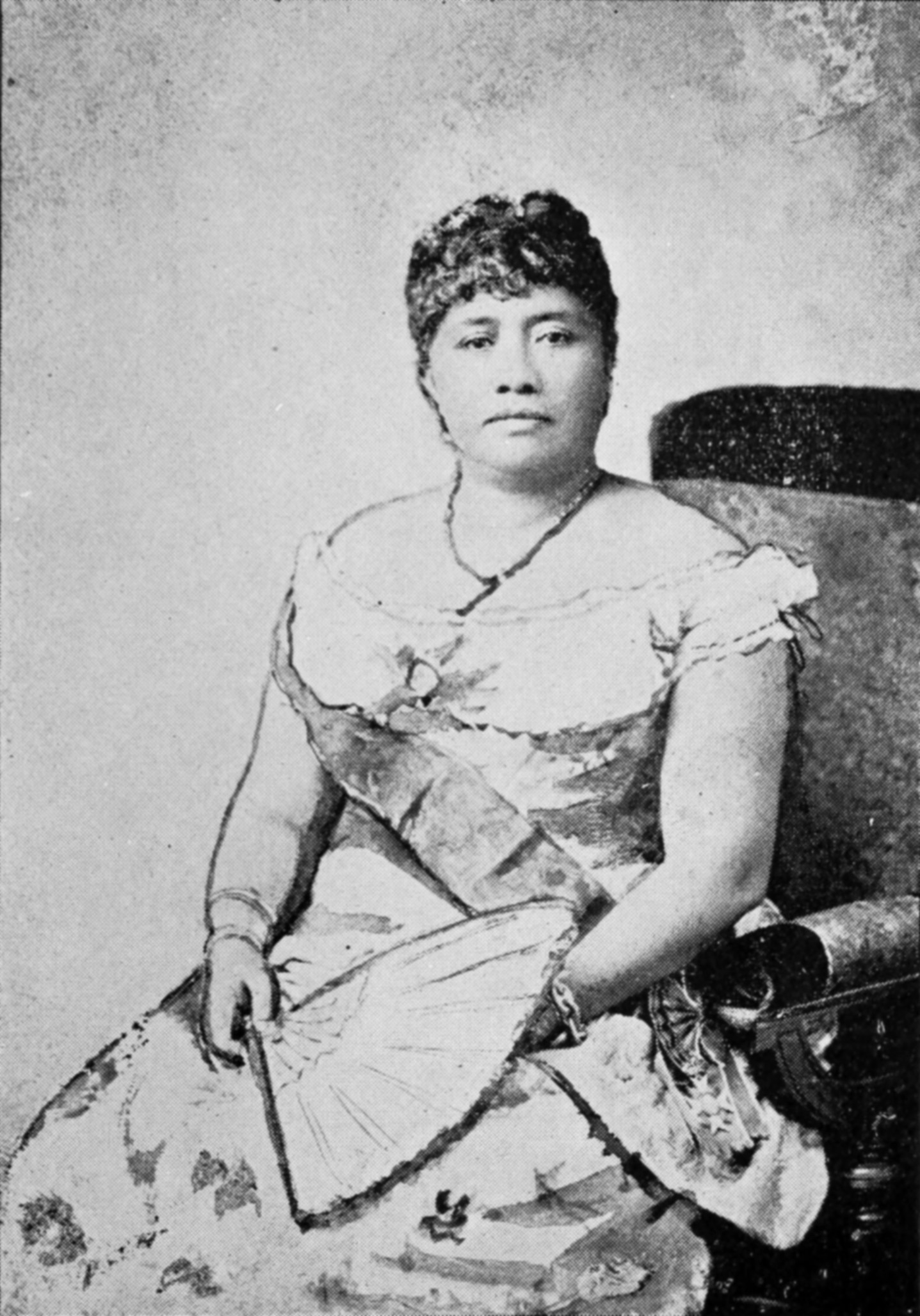
Liliʻuokalani (1838–1917)

- Lilius, Aloisius († 1576), Mediziner, der an der Universität von Perugia lehrte
- Lilius, Franciszek († 1657), polnischer Komponist
- Lilius, Henrik (1939–2024), finnischer Kunst- und Architekturhistoriker
- Lilius, Ulf (* 1972), schwedischer Manager und Fußballspieler
- Lilius, Wincenty († 1636), polnischer Komponist italienischer Herkunft

### Lilj
- Lilja Ágústsdóttir (* 2004), isländische Handballspielerin
- Lilja Dögg Alfreðsdóttir (* 1973), isländische Außenministerin
- Lilja Mósesdóttir (* 1961), isländische Politikerin (Links-Grüne Bewegung)
- Lilja Nótt Þórarinsdóttir (* 1979), isländische Schauspielerin
- Lilja Rafney Magnúsdóttir (* 1957), isländische Politikerin (Links-Grüne Bewegung)
- Lilja Sigurðardóttir (* 1972), isländische Krimi-Schriftstellerin
- Lilja, Andreas (* 1975), schwedischer Eishockeyspieler und -trainer
- Lilja, Christin (* 1975), schwedische Fußballspielerin
- Lilje, Hanns (1899–1977), evangelischer Theologe, Kunsthistoriker und lutherischer Landesbischof
- Lilje, Peeter (1950–1993), sowjetischer Dirigent
- Liljeberg, Daniel (* 1974), schwedischer Politiker (Kristdemokraterna), Staatssekretär
- Liljeberg, Georg (1905–1993), deutscher Politiker (SPD)
- Liljeberg, Jörg (* 1940), deutscher Intendant und Theaterregisseur
- Liljeberg, Rebecka (* 1981), schwedische Schauspielerin und Ärztin
- Liljebjörn, Helge (1904–1952), schwedischer Fußballspieler und -trainer
- Liljeblad, Joni (* 1989), finnischer Eishockeyspieler
- Liljeblad, Samuel (1761–1815), schwedischer Botaniker
- Liljeblom, Eva (* 1958), finnische Wirtschaftswissenschaftlerin und Hochschullehrerin
- Liljedahl, Hans (1913–1991), schwedischer Sportschütze
- Liljedahl, Magnus (* 1954), US-amerikanisch-schwedischer Segler
- Liljedahl, Marie (* 1950), schwedische Schauspielerin
- Liljefors, Bruno (1860–1939), schwedischer Maler
- Liljefors, Ingmar (1906–1981), schwedischer Komponist
- Liljefors, Ruben (1871–1936), schwedischer Komponist und Dirigent
- Liljegärd, Linnea (* 1988), schwedische Fußballspielerin
- Liljegren, Christian (* 1972), schwedischer Sänger, Komponist und Labelbesitzer der christlichen Metalszene
- Liljegren, Sten Bodvar (1885–1984), schwedischer Anglist
- Liljegren, Timothy (* 1999), schwedisch-US-amerikanischer Eishockeyspieler
- Liljelund, Arvid (1844–1899), finnlandschwedischer Genre-, Porträt- und Landschaftsmaler der Düsseldorfer Schule
- Liljendahl, Jonna (* 1970), schwedische Schauspielerin
- Liljenwall, Hans-Gunnar (* 1941), schwedischer Moderner Fünfkämpfer
- Liljequist, Efraim (1865–1941), schwedischer Philosoph
- Liljequist, Gunhild (1936–2022), deutsche Designerin
- Liljequist, Robert (* 1971), finnischer Badmintonspieler
- Liljestrand, Göran (1886–1968), schwedischer Pharmakologe
- Liljestrand, Parisa (* 1983), schwedische Politikerin (Moderata samlingspartiet), Kulturministerin
- Liljestrand, Patrik (* 1966), schwedischer Handballspieler und -trainer
- Liljeström, Jonas (* 1982), deutscher Schauspieler
- Liljeström, Peter (* 1951), schwedischer Virologe und Immunologe

### Lilk
- Lilker, Dan (* 1964), US-amerikanischer Metal-Bassist und Metal-SängerDan Lilker (* 1964)

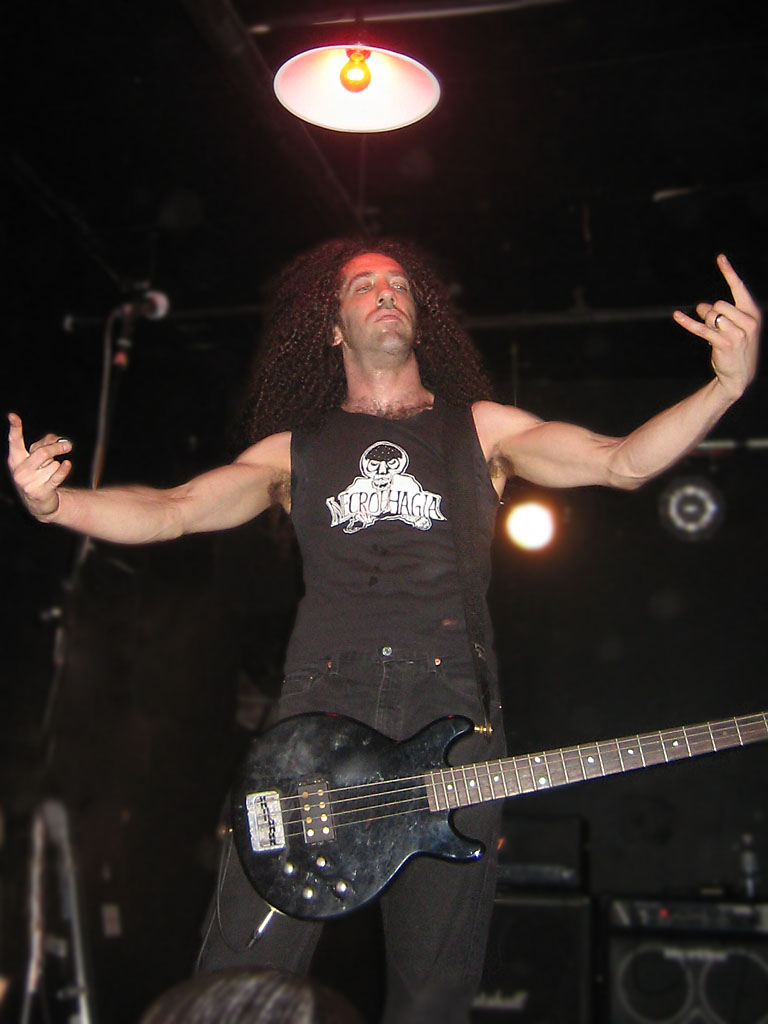
Dan Lilker (* 1964)

### Lill
- Lill, Candice (* 1992), südafrikanische Mountainbikerin
- Lill, Carl (1807–1879), deutscher Maler, Zeichner und Lithograf
- Lill, Christoph (* 1962), deutscher Orthopäde
- Lill, Darren (* 1982), südafrikanischer Radrennfahrer
- Lill, Edmund (1874–1958), deutscher Kaufmann, Porträt-, Dokumentar- und Architekturfotograf
- Lill, Eduard (1830–1900), österreichischer Ingenieur
- Lill, Georg (1883–1951), deutscher Kunsthistoriker und Denkmalpfleger
- Lill, Hansjakob (1913–1967), deutscher Architekt
- Lill, Johann (1854–1914), estnischer Übersetzer und Schriftsteller
- Lill, John (* 1944), englischer Pianist
- Lill, Leslie-Vanessa (* 1994), deutsche Schauspielerin und Synchronsprecherin
- Lill, Mickey (1936–2004), englischer Fußballspieler
- Lill, Paul (1882–1942), russischer und estnischer Offizier, Generalleutnant, Kriegs- und Verteidigungsminister Estlands
- Lill, Roland (* 1955), deutscher Biochemiker
- Lill, Rudi (1919–1968), deutscher Politiker (BHE), MdBB
- Lill, Rudolf (1934–2020), deutscher Historiker
- Lill-Babs (1938–2018), schwedische SchlagersängerinLill-Babs (1938–2018)

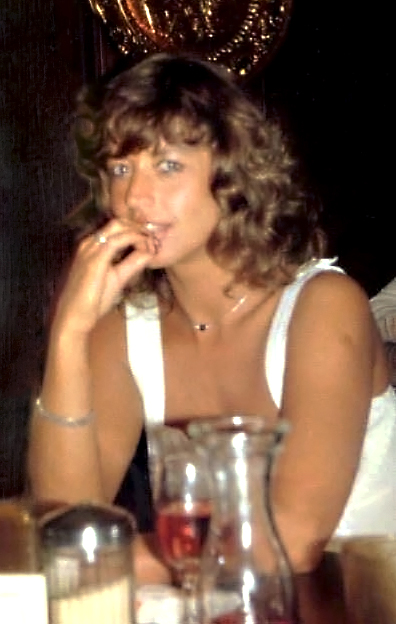
Lill-Babs (1938–2018)

- Lilla, Joachim (1951–2020), deutscher Historiker und Archivar
- Lilla, Mark (* 1956), US-amerikanischer Politikwissenschaftler und Publizist
- Lillak, Tiina (* 1961), finnische Leichtathletin
- Lillard, Charles (1944–1997), kanadischer Schriftsteller, Dichter und Historiker US-amerikanischer Herkunft
- Lillard, Damian (* 1990), US-amerikanischer Basketballspieler
- Lillard, Matthew (* 1970), US-amerikanischer SchauspielerMatthew Lillard (* 1970)

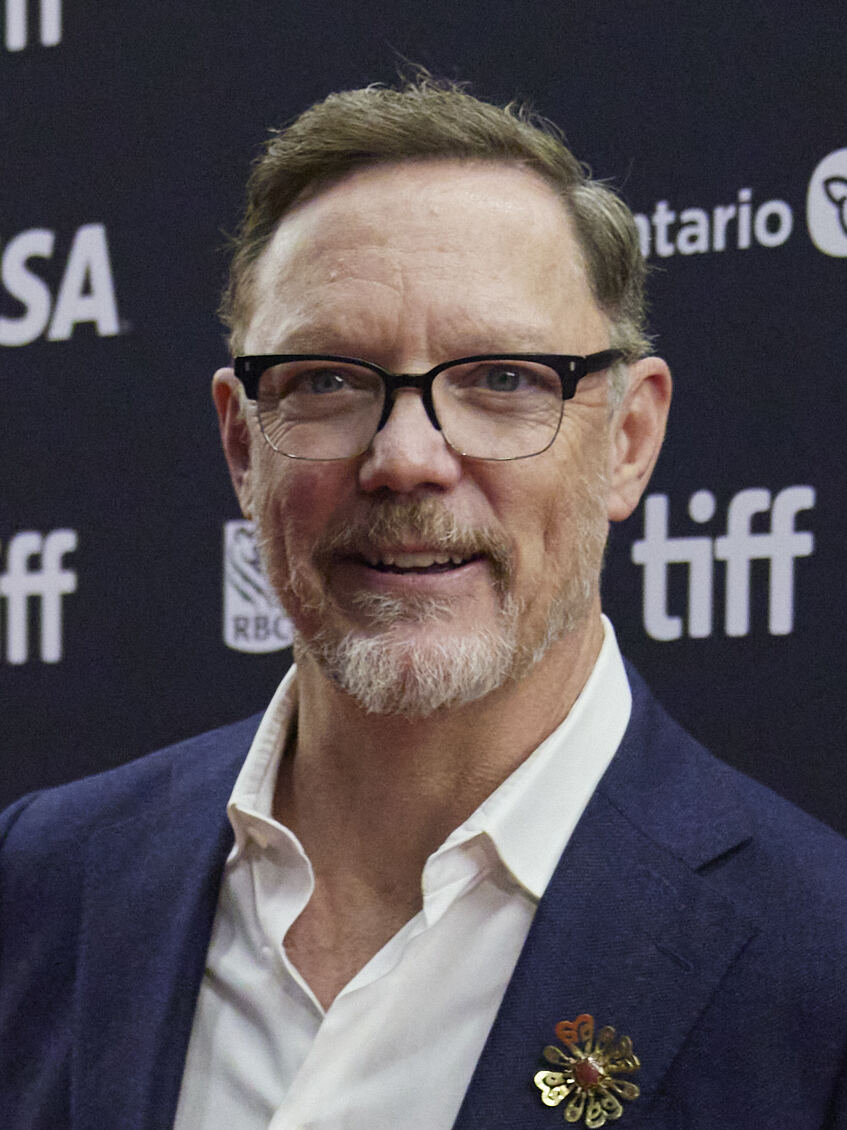
Matthew Lillard (* 1970)

- Lille, Patricia de (* 1951), südafrikanische Politikerin
- Lille, Roger (1956–2014), Schweizer Schriftsteller und Theaterpädagoge
- Lilleaas, Inga Ibsdotter (* 1989), norwegische Schauspielerin
- Lillee, Dennis (* 1949), australischer Cricketspieler
- Lillefosse, Pål Haugen (* 2001), norwegischer Stabhochspringer
- Lillegg, Erica (1907–1988), österreichische Schriftstellerin
- Lillegraven, Ruth (* 1978), norwegische Schriftstellerin und Lyrikerin
- Lillehei, Clarence Walton (1918–1999), amerikanischer Chirurg und Begründer der Herzchirurgie
- Lillehei, Richard (1927–1981), US-amerikanischer Chirurg auf dem Gebiet der Organtransplantation
- Lilleholt, Lars Christian (* 1965), dänischer Politiker (Venstre), Minister für Energie, Forschung und Klima
- Lillemäe, Mari-Liis (* 2000), estnische Fußballspielerin
- Lillemets, Enn (* 1958), estnischer Schauspieler, Dichter und Kulturhistoriker
- Lillemets, Hendrik (* 1999), estnischer Hochspringer
- Lillemets, Risto (* 1997), estnischer Leichtathlet
- Lilleodden, Erica, Materialwissenschaftlerin und Leiterin des Fraunhofer-Institut für Mikrostruktur von Werkstoffen und Systemen
- Lillesø, Anna (* 1994), dänische Handballspielerin
- Lillesø, Joel Ibler (* 2003), dänischer Mittel- und Langstreckenläufer
- Lilleste, Liisa (* 1985), estnische Fußballspielerin
- Lilletun, Jon (1945–2006), norwegischer Politiker, Mitglied des Storting
- Lilley, Ashley (* 1986), schottische Schauspielerin
- Lilley, David (* 1975), englischer Snookerspieler
- Lilley, George L. (1859–1909), US-amerikanischer Politiker
- Lilley, James R. (1928–2009), US-amerikanischer Diplomat, Ostasienwissenschaftler und Hochschullehrer
- Lilley, Jen (* 1984), US-amerikanische Schauspielerin und SängerinJen Lilley (* 1984)

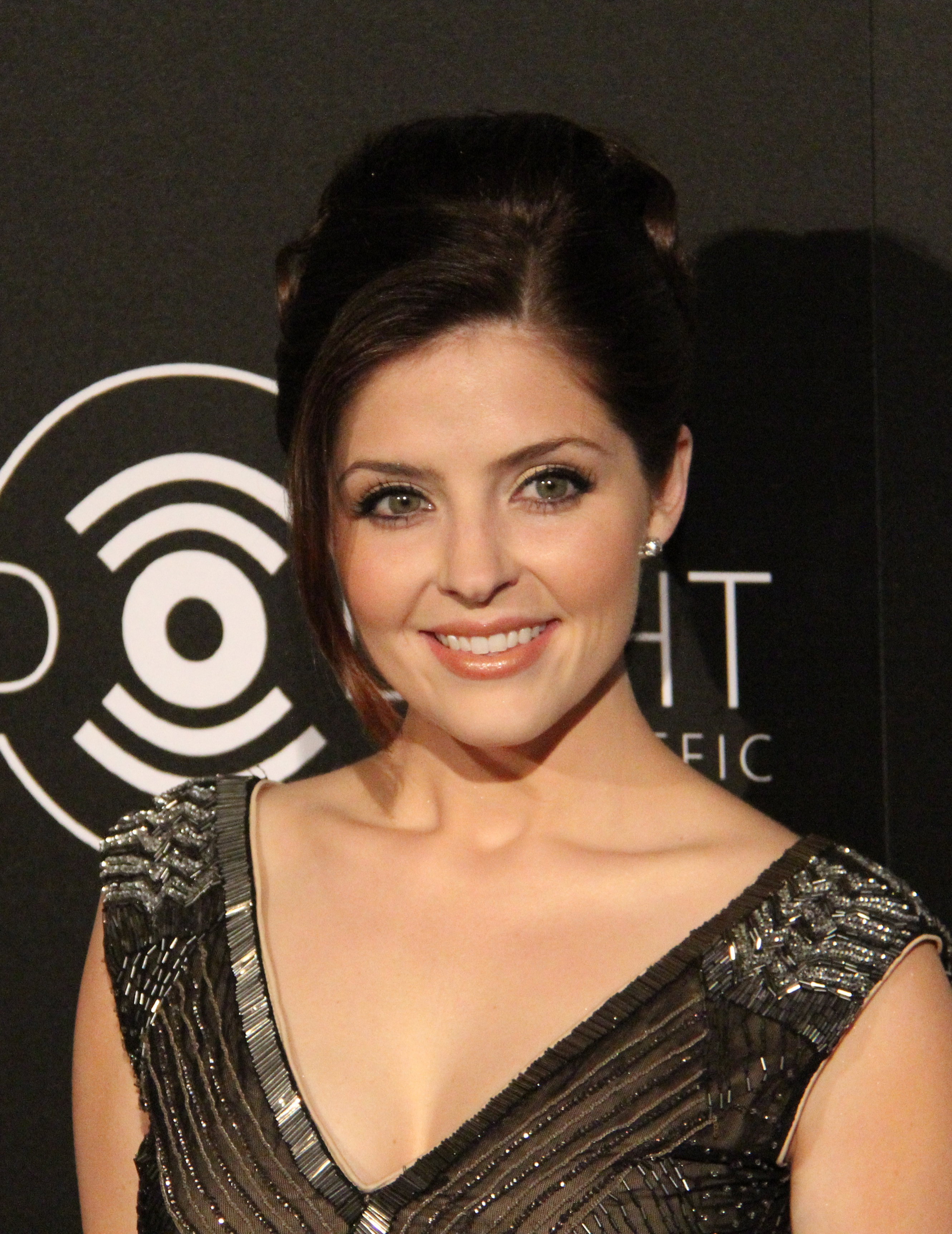
Jen Lilley (* 1984)

- Lilley, John (* 1972), US-amerikanischer Eishockeyspieler, -trainer, -funktionär und -scout
- Lilley, Joseph J. (1913–1971), US-amerikanischer Komponist, Arrangeur und Dirigent
- Lilley, Kristina (* 1963), US-amerikanische Schauspielerin
- Lilley, Mial Eben (1850–1915), US-amerikanischer Politiker
- Lilley, Murray, neuseeländischer Squashspieler
- Lilley, Peter (* 1943), britischer Politiker (Conservative Party), Mitglied des House of Commons
- Lilley, Sasha (* 1975), US-amerikanische Journalistin und Autorin
- Lillge, Claudia (* 1971), deutsche Anglistin
- Lillhage, Josefin (* 1980), schwedische Schwimmerin
- Lilli, Laura (1937–2014), italienische Journalistin, Schriftstellerin und Feministin
- Lilli, Salvatore (1853–1895), italienischer katholischer Priester und Märtyrer
- Lillian, Isidore (1882–1960), amerikanischer Unterhaltungskünstler, Theaterautor und Komponist
- Lillibeth, Valérie (* 1980), deutsche Schauspielerin und Autorin
- Lillich, Martin (* 1955), deutscher Jazzmusiker (Bass) und Komponist
- Lillie, Annekatrin (* 1986), deutsche Badmintonspielerin
- Lillie, Axel (1603–1662), schwedischer Politiker, Generalgouverneur in Schwedisch-Pommern
- Lillie, Beatrice (1894–1989), kanadische Film- und Theaterschauspielerin
- Lillie, Benjamin (* 1985), deutsch-schwedischer Schauspieler
- Lillie, Frank Rattray (1870–1947), kanadisch-US-amerikanischer Zoologe und Embryologe
- Lillie, Johan Abraham (1675–1761), schwedischer Freiherr und Oberst der schwedischen Armee
- Lillie, Joseph Christian (1760–1827), dänischer Architekt und Innenarchitekt
- Lillie, Sophie (* 1970), österreichische Kunst- und Zeithistorikerin
- Lillie, Stephen (* 1966), britischer Diplomat
- Lilliecrona, Torsten (1921–1999), schwedischer Schauspieler
- Lilliehöök, Anders (1635–1685), schwedischer Jurist
- Lilliehöök, Gösta (1884–1974), schwedischer Moderner Fünfkämpfer
- Lilliehöök, Johan (1598–1642), schwedischer General, Statthalter von Hinterpommern
- Lillienberg, Carl Fredrik (1714–1769), schwedischer Generalmajor
- Lillienstedt, Johan (1655–1732), schwedischer Politiker
- Lillieroot, Nils (1635–1705), schwedischer Diplomat
- Lillieström, Johan (1597–1657), schwedischer Diplomat, Politiker und Regierungsbeamter
- Lillig, Hans (1894–1977), deutscher Maler und Grafiker
- Lillig, Lutz (* 1962), deutscher Fußballspieler und -trainer
- Lillig, Ursula (1938–2004), deutsche Schauspielerin
- Lillig, Wilhelm Peter (1900–1945), deutscher Staatsbeamter
- Lillikas, Giorgos (* 1960), zyprischer Politiker
- Lillinger, Christian (* 1984), deutscher Jazzmusiker
- Lillinger, Robert (* 1990), deutscher Dirigent, Pianist und Komponist
- Lillington, Alan (* 1932), britischer Sprinter
- Lillis, Bryan (* 1988), US-amerikanischer Schauspieler in Film und Fernsehen
- Lillis, Christopher (* 1998), US-amerikanischer Freestyle-Skisportler
- Lillis, Giorgos (* 1974), deutsch-griechischer Lyriker und Essayist
- Lillis, Jonathon (* 1994), US-amerikanischer Freestyle-Skisportler
- Lillis, Sophia (* 2002), US-amerikanische SchauspielerinSophia Lillis (* 2002)

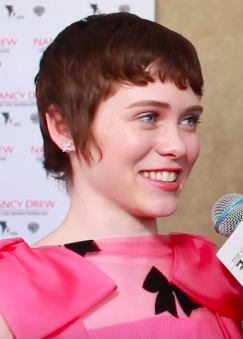
Sophia Lillis (* 2002)

- Lillis, Thomas Francis (1861–1938), US-amerikanischer römisch-katholischer Bischof
- Lillistone, Simon (* 1969), britischer Radrennfahrer
- Lilliu, Giovanni (1914–2012), italienischer Prähistoriker
- Lilliu, Pierrick (* 1986), französischer Pop-/Rocksänger
- Lilljeborg, Vilhelm (1816–1908), schwedischer Zoologe
- Lilljekvist, Fredrik (1863–1932), schwedischer Architekt
- Lilljeqvist, Adèle (1862–1927), Schweizer Malerin
- Lilljeström, Karl von (1787–1852), preußischer Generalleutnant
- Lillman, Tonmi (1973–2012), finnischer SchlagzeugerTonmi Lillman (1973–2012)

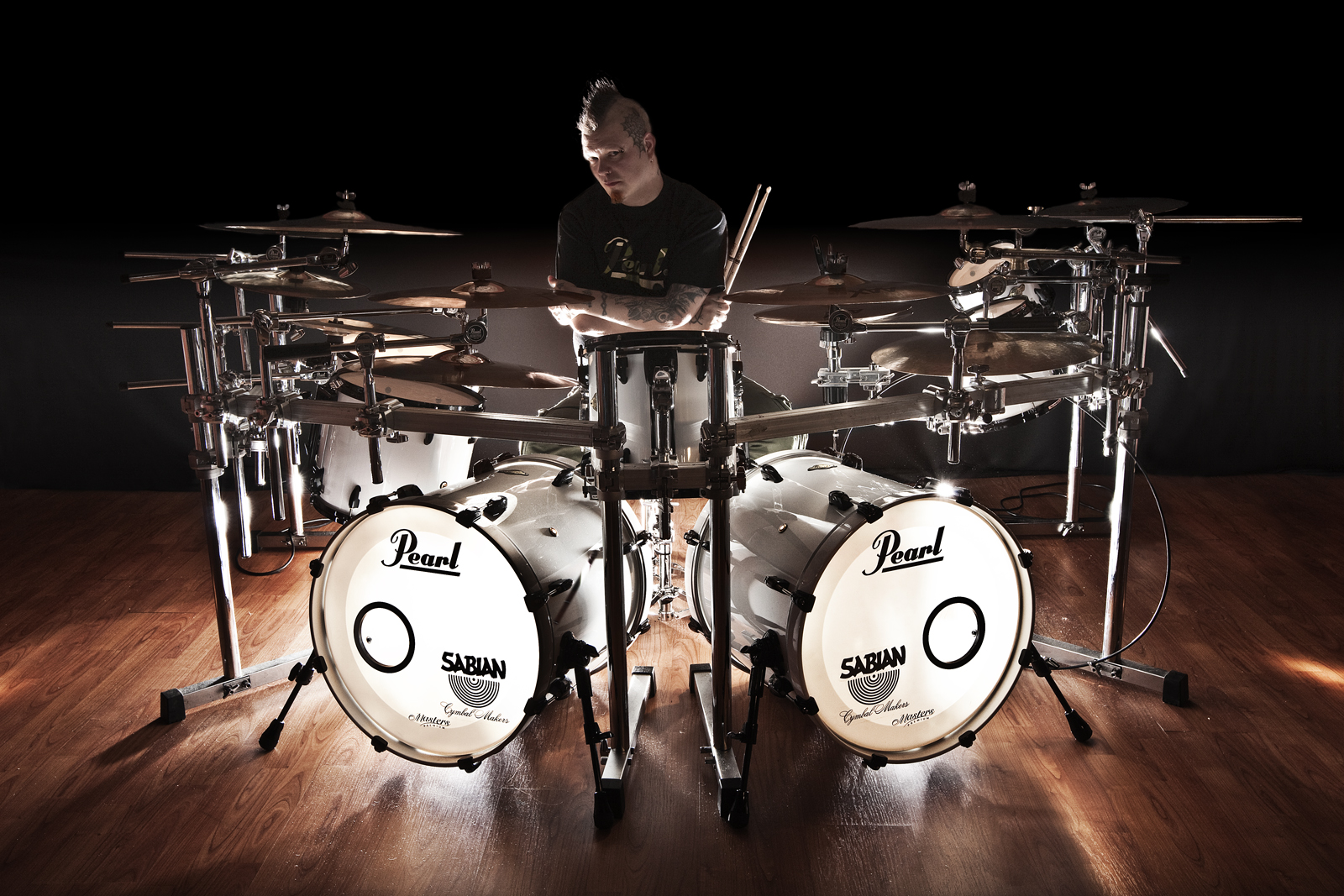
Tonmi Lillman (1973–2012)

- Lillmeyer, Harald (* 1959), deutscher Musiker
- Lillo, Carlos (1915–1964), chilenischer Boxer
- Lillo, Eusebio (1826–1910), chilenischer Dichter, Journalist und Politiker
- Lillo, George (1691–1739), englischer Dramatiker
- Lillo, Giuseppe (1814–1863), italienischer Komponist
- Lillo, Juanma (* 1965), spanischer Fußballtrainer
- Lillo-Stenberg, Per (1928–2014), norwegischer Schauspieler
- Lilloe-Olsen, Ole (1883–1940), norwegischer Sportschütze und fünffacher Olympiasieger
- Lillqvist, Katariina (* 1963), finnische Regisseurin und Drehbuchautorin
- Lillteicher, Jürgen (* 1968), deutscher Historiker
- Lilly Among Clouds (* 1989), deutsche Musikerin
- Lilly, Bob (* 1939), US-amerikanischer ehemaliger American-Football-Spieler
- Lilly, Eli (1838–1898), US-amerikanischer Offizier, pharmazeutischer Chemiker, Unternehmer, Tycoon, Philanthrop und Gründer der Firma Eli Lilly and Company
- Lilly, Evangeline (* 1979), kanadische Schauspielerin, AutorinEvangeline Lilly (* 1979)

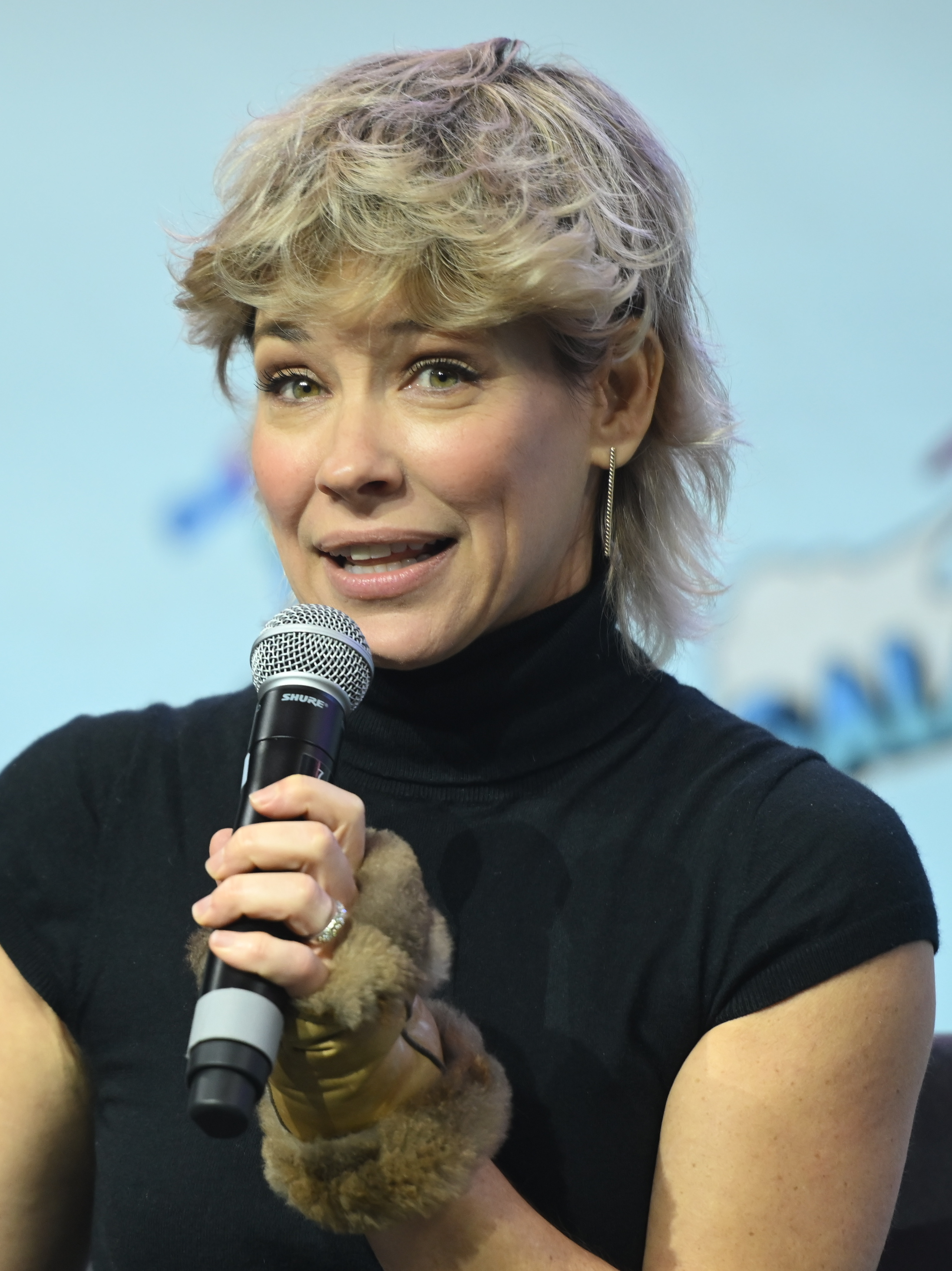
Evangeline Lilly (* 1979)

- Lilly, Friedrich (1835–1906), deutscher Architekt und Hofbaurat
- Lilly, John (* 1971), US-amerikanischer Informatiker, Manager und Softwareentwickler
- Lilly, John Cunningham (1915–2001), US-amerikanischer Neurophysiologe
- Lilly, Kristine (* 1971), US-amerikanische Fußballspielerin
- Lilly, Samuel (1815–1880), US-amerikanischer Politiker
- Lilly, Simon (* 1959), britisch-kanadischer Astrophysiker
- Lilly, Thomas Jefferson (1878–1956), US-amerikanischer Politiker
- Lilly, William (1602–1681), englischer Astrologe
- Lilly, William (1821–1893), US-amerikanischer Politiker
- Lillywhite, Chris (* 1966), britischer Radrennfahrer
- Lillywhite, James (1842–1929), englischer Cricketspieler und Kapitän der englischen Nationalmannschaft
- Lillywhite, Steve (* 1955), britischer MusikproduzentSteve Lillywhite (* 1955)

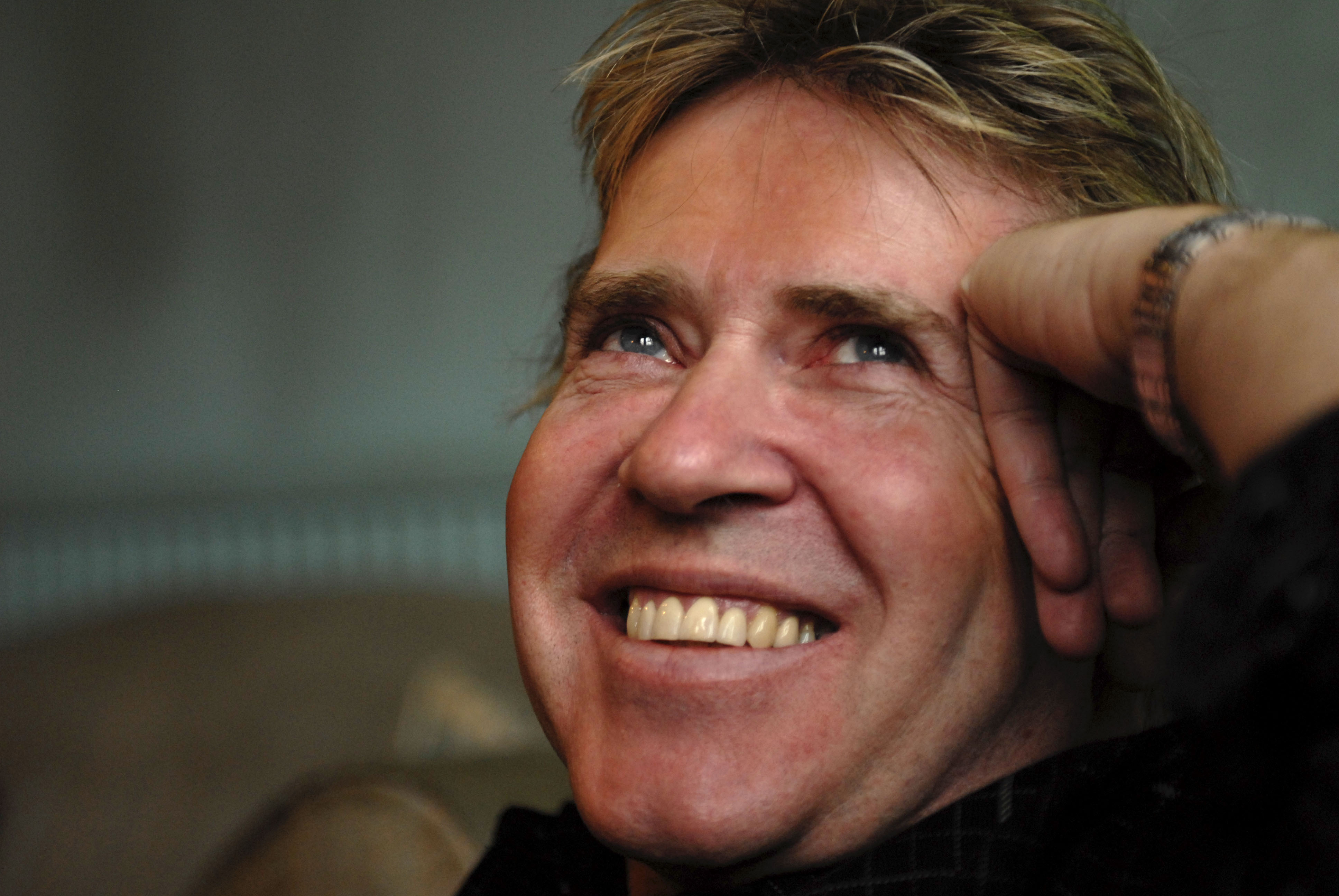
Steve Lillywhite (* 1955)

### Lilo
- Lil’O (* 1992), deutscher Rapper
- Lilo Foliaki, Soane (1933–2013), tongaischer Ordensgeistlicher, römisch-katholischer Bischof von Tonga
- Lilo, Gordon Darcy (* 1965), salomonischer Politiker, Premierminister der Salomonen
- Liloca (* 1985), mosambikanische Sängerin
- Lilotte, Friedrich (1818–1873), deutscher Genre- und Porträtmaler sowie Zeichner der Düsseldorfer Schule
- Lilow, Alexandar (1933–2013), bulgarischer Politiker
- Lilowa, Margarita (1935–2012), bulgarisch-österreichische Opernsängerin (Mezzosopran/Alt)

### Lilp
- Lilpop, Franciszek (1870–1937), polnischer Architekt

### Lilt
- Lilt, Charlotte, US-amerikanische Schauspielerin, Filmproduzentin, Model und Unternehmensgründerin

### Lilu
- Liluala, Abel (* 1964), angolanischer römisch-katholischer Geistlicher, Erzbischof von Pointe-Noire

### Lily
- Lily Yellow (* 1984), Schweizer Sängerin
- Lily, Amelia (* 1994), britische Popsängerin
- Lily, Morgan (* 2000), US-amerikanische Schauspielerin
- Lilyestrom, Craig G. (* 1950), US-amerikanischer Ichthyologe
- Lilygreen, Jon (* 1987), walisischer Sänger